# 分散蓝35
分散蓝35（英語：Disperse Blue 35）是一种蒽醌类染料，化学式为C20H14N2O5，带有一个苯酚基团，有的地方也指1,8-二氨基-4,5-二羟基蒽醌、1-氨基-8-甲氨基-4,5-二羟基蒽醌、1,8-二(甲氨基)-4,5-二羟基蒽醌三者的混合物。

1,8-二氨基-4,5-二羟基蒽醌
1-氨基-8-甲氨基-4,5-二羟基蒽醌
1,8-二(甲氨基)-4,5-二羟基蒽醌